# Antonio Andrés
Antonio Andrés (Gandía, España, 18 de enero de 1974) es un atleta español retirado especializado en la prueba de 4x400 m, en la que ha conseguido ser medallista de bronce europeo en 1998.

## Carrera deportiva
En el Campeonato Europeo de Atletismo de 1998 ganó la medalla de bronce en los relevos de 4x400 metros, con un tiempo de 3:02.47 segundos, llegando a meta tras Reino Unido y Polonia (plata).